# Sigismund Zaremba
Sigismund Zaremba   (Jitòmir, 30 de maig de 1861 (Julià) - 27 de novembre de 1915 (Julià)), nom complet amb patronímic Sihizmund Vladislàvovitx Zaremba, ucraïnès: Сигізму́нд Владисла́вович Зарем́ба, fou un compositor ucraïnès.
Era fill de Vladislav Zaremba, també compositor del qual va aprendre les primeres lliçons de piano. Des de 1896 fins al 1901 fou director de la sucursal de la Societat Imperial Russa de Música de Vorónej. Entre les seves obres més importants hi ha: una suite per a orquestra de corda, una dansa eslava, una brillant polonesa, per a gran orquestra, un quartet de corda per a instruments de corda. També va publicar nombroses obres per a piano i melodies vocals.